# Inventario nacional de humedales (Estados Unidos)
El Inventario nacional de humedales es un programa iniciado por el Servicio de Pesca y Vida Silvestre de los Estados Unidos en la década de 1970 para hacer el inventario y mapas sobre todos los humedales de los Estados Unidos, en un primer momento para fines científicos. Los datos y los mapas que se han recogido y realizado han sido utilizados para rastrear los aumentos y pérdidas de los humedales durante más de dos décadas. Utiliza el Sistema de clasificación Cowardin para clasificar los humedales.